# Flaggen und Wappen der Provinzen und Territorien Kanadas
Diese Liste führt die Flaggen und Wappen der Provinzen und Territorien Kanadas auf.

## Liste
| Territorium              | Wappen | Flagge / SV | Anmerkungen |
| ------------------------ | ------ | ----------- | --- |
| Alberta                  |        | 1:2         | Das Wappen von Alberta zeigt die Rocky Mountains, die Prärie und Weizenfelder. Im oberen Drittel trägt es ein rotes Georgskreuz auf weißem Hintergrund (eine Erinnerung an die Hudson’s Bay Company). Auf dem Helm sitzt ein Biber, der auf seinem Rücken die Edwardskrone trägt. Die Flagge von Alberta zeigt das Wappen von Alberta auf blauem Grund. Lateinischer Wahlspruch: Fortis et Liber („Stark und frei“) |
| British Columbia         |        | 3:5         | Das Wappen von British Columbia zeigt im oberen Drittel des Wappenschildes, als Symbol der Verbundenheit mit der britischen Monarchie, die Union Flag mit einer Krone. Die unteren zwei Drittel zeigen weiß-blauen Wellen mit der aufgehenden Sonne. Sonne und Wellen kennzeichnen die Lage der Provinz zwischen dem Pazifik und den Rocky Mountains. Schildhalter sind das Wapiti von Vancouver Island und das Dickhornschaf vom Festlandteil der Provinz. Im Postament, wird als offizielle Blume der Provinz, der Hartriegel abgebildet. Die Flagge von British Columbia ist ein Banner des Wappens von British Columbia und zeigt eine Union Flag mit Krone, über weiß-blauen Wellen mit aufgehender Sonne. Lateinischer Wahlspruch: Splendor sine occasu („Pracht ohne Einschränkung“) |
| Manitoba                 |        | 1:2         | Das Wappen von Manitoba zeigt auf dem Wappenschild ein Bison vor grünem Hintergrund, der auf einem Felsen steht. Im weißen Schildhaupt wird das rote Georgskreuz als Symbol Englands gezeigt. Der goldene Helm ist ein Symbol der Souveränität Manitobas innerhalb der Kanadischen Konföderation. Helmkleinod ist ein Biber, der in der rechten Pfote eine Kuhschelle hält, die offizielle Blume der Provinz. Auf seinem Rücken trägt er die Edwardskrone. Schildhalter sind ein Einhorn und ein Schimmel. Das Wappenschild steht auf einen dreiteiligen Postament, welches von rechts nach links ein goldenes Weizenfeld, eine Wiese mit Kuhschellen und einen Nadelwald zeigt. Die Flagge von Manitoba ist ein Red Ensign mit dem Wappen von Manitoba. Sie zeigt die Union Flag in der Gösch sowie das Wappen mit Georgskreuz und Büffel im Flugteil. Lateinischer Wahlspruch: Gloriosus et Liber („Glorreich und frei“) |
| New Brunswick            |        | 5:8         | Die Flagge von New Brunswick ist ein Banner des Wappens von New Brunswick, das im oberen Drittel einen goldenen Leoparden zeigt, darunter eine antike Galeere mit Segel und Ruderriemen als Symbol für die Schifffahrtstradition der Provinz. Lateinischer Wahlspruch: Spem reduxit („Hoffnung wiederhergestellt“) |
| Neufundland und Labrador |        | 1:2         | Das Wappen von Neufundland und Labrador besteht aus einem umgekehrten Georgskreuz. Im ersten und vierten Quadranten sind je ein gekrönter goldener Löwe abgebildet, im zweiten und dritten Quadrant je ein angekettetes weißes Einhorn, die Schildhalter des britischen Königswappens. Der Löwe steht dabei für England, das Einhorn für Schottland. Schildhalter sind zwei Indianer vom Stamm der Beothuk. Über dem Wappenschild befinden sich ein europäischer Elch. In der Flagge von Neufundland und Labrador symbolisieren blaue Dreiecke die Union Flag, die roten Dreiecke stehen für die beiden Teile der Provinz und der goldene Pfeil soll in eine leuchtende Zukunft zeigen. Lateinischer Wahlspruch: Quaerite Primum Regnum Dei („Trachtet zuerst nach dem Reich Gottes“) |
| Nordwest-Territorien     |        | 1:2         | Im Wappen der Nordwest-Territorien ist der Wappenschild durch einen Wellenschnitt schrägrechts geteilt und das Rot steht für die Tundra im Norden so wie das Grün für die bewaldeten Regionen im Süden; die Trennlinie symbolisiert die Baumgrenze. Die Goldbarren im grünen Feld und der Kopf eines Polarfuchses im roten Feld repräsentieren Bodenschätze und Pelze. Das Schildhaupt stellt die Nordwestpassage durch das polare Packeis dar. Das Helmkleinod über dem silber-roten Helmwulst besteht aus einer Windrose (Symbol des magnetischen Nordpols), flankiert von zwei Narwalen. Die Flagge der Nordwest-Territorien basiert auf der Flagge Kanadas und führt im Flugteil das Wappen der Nordwest-Territorien. Das Territorium hat keinen offiziellen Wahlspruch. |
| Nova Scotia              |        | 1:2         | Das Wappen von Nova Scotia zeigt auf dem Wappenschild ist ein blaues Andreaskreuz auf weißem Grund abgebildet, was der Flagge Schottlands mit vertauschten Farben entspricht. Dem Kreuz übergeordnet ist das Wappen Schottlands, in Gold mit einem roten Doppellilienbord ein steigender roter Löwe. Schildhalter sind ein angekettetes Einhorn und ein Indianer. Der goldene Helm über dem Wappenschild ist ein Symbol der Souveränität der Provinz innerhalb der kanadischen Konföderation. Die Flagge von Nova Scotia ist ein Banner des Wappenschilds von Nova Scotia. Lateinischer Wahlspruch: Munit Haec et Altera Vincit („Eine verteidigt und die andere erobert“) |
| Nunavut                  |        | 9:16        | Die Farben Blau und Gold des Wappens von Nunavut symbolisieren den Reichtum des Landes. Der „Inuksuk“ ist ein Symbol für die steinernen Monumente, welche auf geheiligte Orte hinweisen. Das „Qulliq“ (Steinlampe) repräsentiert Licht und die Wärme. Der goldene Stern „Niqirtsuituq“ steht für den Polarstern. Über dem Iglu steht eine Edwardskrone. Schildhalter sind ein Karibu und ein Narwal. Die Flagge von Nunavut ist gelb-weiß gespalten mit einem roten Inuksuk in der Mitte und einem blauen fünfzackigen Stern im oberen Flugteil. Inuktitut-Wahlspruch: „Nunavut Sanginivut“ („Nunavut, unsere Stärke“) |
| Ontario                  |        | 1:2         | Das Wappen von Ontario zeigt drei goldene Ahornblätter, das Symbol Kanadas. Darüber befindet sich ein Georgskreuz, das Symbol Englands. Über dem Wappenschild erstreckt sich ein gold-grüner Helmwulst, auf dem ein Amerikanischer Schwarzbär schreitet. Schildhalter sind ein Elch und ein Hirsch. Die Flagge von Ontario ist ein Red Ensign mit dem Wappen von Ontario. Sie zeigt die Union Flag in der Gösch sowie das Wappen mit Georgskreuz und Schwarzbär im Flugteil. Lateinischer Wahlspruch: Ut incepit Fidelis sic permanet („Sie begann loyal und wird loyal bleiben“) |
| Prince Edward Island     |        | 2:3         | Das Wappen von Prince Edward Island zeigt auf seinem silbernen Wappenschild drei grüne Eichenschößlinge auf grünem Land, womit die drei Bezirke der Insel dargestellt werden. Die Schößlinge werden links von einer ausgewachsenen Eiche überragt, womit ursprünglich Großbritannien darstellt werden sollte. Im roten Schildhaupt ein goldener Leopard, der jenem auf dem Wappen Englands entspricht. Schildhalter sind zwei aufgerichtete Silberfüchse. Die Flagge von Prince Edward Island ist ein Banner des Wappens von Prince Edward Island, das im oberen Drittel einen goldenen Leoparden zeigt, darunter eine große und drei kleine Eichen. Lateinischer Wahlspruch: Parva Sub Ingenti („Die Kleine unter dem Schutz des Großen“) |
| Québec                   |        | 2:3         | Das Wappen von Québec ist in drei horizontale Felder geteilt. Oben symbolisieren drei goldene fleur-de-lys die Vergangenheit Québecs als Kolonie des französischen Königreichs. Der goldene Leopard ist dem Wappen Englands entnommen. Im unteren Drittel repräsentieren drei Zuckerahornblätter die Zugehörigkeit zu Kanada. Überragt wird der Wappenschild von der britischen Edwardskrone. Flagge von Québec ist ein weißes Kreuz auf blauem Feld, mit weißen fleurs-de-lys in den vier Quadranten. Französischer Wahlspruch: Je me souviens („Ich erinnere mich“) |
| Saskatchewan             |        | 1:2         | Im Wappen von Saskatchewan repräsentiert der rote Leopard ist ein königliches Symbol Englands. Die drei goldene Garben symbolisieren die Landwirtschaft der Provinz. Der goldene Helm ist ein Symbol der Souveränität Saskatchewans innerhalb der Kanadischen Konföderation. Helmkleinod ist ein Biber, der in der rechten Pfote eine rote Lilie hält, die offizielle Blume der Provinz. Auf seinem Rücken trägt er die Edwardskrone. Schildhalter sind ein Löwe und ein Weißwedelhirsch. Die Flagge von Saskatchewan ist grün-gelb geteilt, mit dem Wappen von Saskatchewan im oberen Liek und einer Lilium philadelphicum im Flugteil. Lateinischer Wahlspruch: Multis E Gentibus Vires („Stärke vieler Völker“) |
| Yukon                    |        | 1:2         | Im Wappen von Yukon stellen die roten Spitzen im unteren Teil des Wappenschilds die Berge des Territoriums dar und die vier Goldmünzen den Reichtum an Bodenschätzen. Die weißen Wellenlinien repräsentieren den Yukon River. Im oberen Drittel steht das Georgskreuz für England. Die Scheibe mit dem blau-weißen Eisenhutmuster (Feh) symbolisiert den Reichtum an Pelztieren. Das Helmkleinod über dem rot-goldenen Helmwulst ist ein Alaskan Malamute. Das Postament bilden zwei sich kreuzende Zweige mit schmalblättrigen Weidenröschen. Die Flagge von Yukon ist eine grün-weiß-blaue Trikolore mit dem Wappen des Territoriums im mittleren Feld. Das Territorium hat keinen offiziellen Wahlspruch. |